# やまとゆう
やまと ゆう（本名山戸裕、1958年1月29日 - ）は日本のドラマー、ギタリスト、作曲家、作詞家。愛称はゆうさん。血液型はO型。

## 来歴
東京都板橋区出身。埼玉県上福岡市（現在の埼玉県ふじみ野市）で育つ。埼玉県立松山高等学校、東京国際大学卒業。
1977年、東京国際大学在学中、友人の紹介でうじきつよしがリーダーをつとめる「子供ばんど」に加入。1979年、日本楽器製造（ヤマハ）東京支店主催のアマチュアバンドコンテスト、EASTWEST '79のシニア部門でグランプリを受賞する。1980年、キャニオンレコード（現:ポニー・キャニオン）からファーストアルバム「WE LOVE子供ばんど」でプロデビュー。その後、子供ばんどが1988年10月10日、2000本ライブ達成し、活動休止するまで在籍した。
子供ばんどの活動停止後、表舞台から退くが、音楽活動は継続しており、現在は子供ばんど時代からの盟友、谷平こういちらと結成したプログレッシブロックバンドのTHE GRANITE HOUSEでドラムス、ボーカルを担当しているほか、ハードロックバンドのOMY G!、アコースティックギターデュオのU3S、70年代ロックカバーバンドの土屋君バンドなどで活躍。埼玉県でドラム教室も開いており、講師を務めている。
また、子供ばんどが2011年1月31日には永久凍土解凍（再結成）を発表したことに伴って、活動に参加。同年4月19日にはヤマハ銀座スタジオにて再結成ライブを開催。その後、2013年5月5日、子供ばんどとしては25年ぶりになるオリジナルアルバム「Can Drive 55」をリリースしている。2021年1月には大阪で久しぶりとなる子供ばんどのライブを行う予定だったが、コロナ感染拡大防止の観点から延期。2021年7月10日、延期された『ライブを絶やすな！関西ライブハウス支援プロジェクト・子供ばんどプレミアムライブ』と題したライブが大阪のライブハウスで行なわれた。

## 人物像
- 子供ばんど時代の表記は「山戸ゆう」。
- 戸籍上は山戸裕なのだが、母方の曽祖父から「介」をつけた方が良いと言われ、それ以後、通り名で、「山戸裕介（やまとゆうすけ）」を名乗っており、現在もFacebookなどの登録は「やまとゆうすけ」としている。
- 機材は子供ばんどのデビュー時から活動休止まで、ヤマハのエンドーサーだったことから、YD9000RGを使用していた。しかし、子供ばんどの活動休止と同時にエンドーサーを辞めており、現在はパールのツーバスセットを主に使用。ヤマハYD9000RGは活動再開後の子供ばんどのライブで再登場させ、観客を沸かせた。
- 使用セットは子供ばんどでは基本がヤマハのYD9000RG[3]で24インチのバスドラム、12インチ、14インチのタム、16インチと18インチのフロアタムという構成。THE GRANITE HOUSEでは8インチ、10インチ、12インチ、14インチのロートタムを持ち込む。OMYG ！はパールの20インチツーバスセットで、10インチ、12インチのタム、14インチのフロアタム。スネアドラムはタマのコルディア14×6.5をメインで使用。いずれのセットでもシンバルを多数使用している。
- 一般にはドラマーで知られているが、活動再開後の子供ばんどではギターもプレイしている。自身が開設したYouTubeチャンネル「やまとゆうちゃん寝る」では多重録画のギター弾き語りを披露している。
- 好きなドラマーはリンゴ・スター、イアン・ペイス、カーマイン・アピス、ダニエル・セラフィン、コージー・パウエル、ジンジャー・ベイカー、ジェリー・シャーリー、ドン・ブリューワー、ジョン・ボーナムなどを挙げている。
- プレイスタイルで影響を受けているのはイアン・ペイス。